# Mas Romegats
Mas Romegats és una masia de Sant Sadurní d'Osormort (Osona) inclosa a l'Inventari del Patrimoni Arquitectònic de Catalunya.

## Descripció
Masia de planta rectangular, coberta a dues vessants amb el carener perpendicular a la façana, situada a ponent. Consta de planta baixa i golfes. La façana presenta un portal rectangular i finestres laterals emmarcats per totxo i dues obertures a les golfes, emmarcades per pedra (gres vermell) com la resta de façanes llevat la posterior. El voladís de la teulada, recobert per llates, és més allargat al sector de la façana. A la cara nord s'obre una finestra, element que es repeteix a la cara sud. A llevant hi ha dos portals rectangulars amb dues finestres centrals a la planta i dues petites obertures a les golfes. En aquest sector s'hi adossa un mur que forma un clos tancat (de pedra unida amb morter) amb un cobert central, format només per planta i dues vessants. S'hi veuen dues xemeneies que malgrat les dimensions reduïdes de l'habitacle ens fan pensar dos habitatges.

## Història
Casa de peons situada al peu de la carretera de Vic a Sant Hilari amb la funció d'ésser l'habitatge dels peons que es cuidaven de la conservació de la carretera. La carretera de Vic a Sant Hilari fou construïda l'any 1877 i aquesta caseta es degué construir més tard i respon a la mateixa tipologia d'altres casetes construïdes al peu de la carretera d'Osona.